# Canepa
Canepa es una curazia situada en el castello (municipio) de San Marino (San Marino).